# Christoph Reißfelder
Christoph Reißfelder (* 11. August 1975 in Heidelberg) ist ein deutscher Chirurg und Hochschullehrer.

## Leben
Christoph Reißfelder studierte 1996 bis 2003 Medizin an der Universität Hamburg und der Freien Universität Berlin. 2004 erhielt er die Approbation als Arzt und promovierte 2005 an der Medizinischen Fakultät der Charité, Berlin, zur „Charakterisierung der Herzfunktion bei diabetischer Kardiomyopathie und Myokardhypertrophie in einem SERCA2-transgenen Rattenmodell“.
Bis 2006 war Reißfelder in der Chirurgie der Charité-Universitätskliniken Berlin tätig, danach wechselte er in die Klinik für Allgemein-, Viszeral- und Transplantationschirurgie der Universitätsklinik Heidelberg. Dort war er auch für den Explantationsdienst abdominelle Organe der Deutschen Stiftung Organtransplantation (DSO) tätig.
2012 habilitierte Christoph Reißfelder an der Universität Heidelberg zum Thema „Identifizierung prognostischer Faktoren nach Leberchirurgie“ und erhielt die Venia Legendi für das Fach Chirurgie. Im gleichen Jahr wurde er Oberarzt der Klinik und Poliklinik für Viszeral-, Thorax- und Gefäßchirurgie am Universitätsklinikum Carl Gustav Carus, Dresden, wo er 2014 zum Ersten Oberarzt und 2015 zum Leitenden Oberarzt und stellvertretenden Klinikdirektor ernannt wurde. 2017 schloss er ein berufsbegleitendes Studium zum Master of Health Business Administration (MHBA) an der Friedrich-Alexander-Universität Erlangen-Nürnberg ab. Dabei befasste er sich mit der Wirtschaftlichkeit eines Da-Vinci-Operationssystems.
2018 wurde Christoph Reißfelder zum Direktor der Klinik für Chirurgie des Universitätsklinikums Mannheim ernannt und erhielt den Ruf auf die Professur für Chirurgie der Medizinischen Fakultät Mannheim der Universität Heidelberg.

## Arbeitsschwerpunkte
Christoph Reißfelder ist Facharzt für Chirurgie (2009), Facharzt für Gefäßchirurgie (2014) und Facharzt für Viszeralchirurgie (2016) mit der Zusatzbezeichnung spezielle Viszeralchirurgie. Außerdem besitzt er die Fachkunde für Strahlenschutz (2009) und ist seit 2009 Prüfarzt für klinische Studien (inkl. AMG-Studien nach neuester Gesetzlage). Zu seinen klinischen Schwerpunkten gehören die onkologische Chirurgie, insbesondere an der Speiseröhre (Ösophagus) sowie der Leber, Bauchspeicheldrüse und Galle (hepato-pankreato-biliär). Dabei verfügt er über besondere Kenntnisse in der minimalinvasiven Chirurgie und der roboterassistierten (Da Vinci) Chirurgie und der kolorektalen Chirurgie.

## Forschungsschwerpunkte
Das wissenschaftliche Interesse von Christoph Reißfelder liegt neben der Weiterentwicklung minimalinvasiver chirurgischer Techniken vor allem auf der Onkologie: Er befasst sich schwerpunktmäßig mit der Tumorimmunologie ebenso wie mit der Tumorzelldissemination gastrointestinaler Tumoren.

## Mitgliedschaften
Christoph Reißfelder ist Mitglied in folgenden Fachgesellschaften:
- Deutsche Gesellschaft für Chirurgie
- Deutsche Gesellschaft für Allgemein- und Viszeralchirurgie
- Deutsche Herniengesellschaft
- Deutsche Kontinenzgesellschaft